# Gamble Rumble
『Gamble Rumble』（ギャンブル・ランブル）は、moveの10枚目のシングル。

## 概要
曲調はユーロビート。152bpmを誇り、m.o.v.e.の楽曲の中でもかなり高速の部類に入る。
タイアップが売上をバックアップし、m.o.v.e.最大のヒット曲となった。また唯一のオリコンチャートTOP10ランクイン作品（シングル）でもある。
歴代のベストアルバム全てに収録されている（「move super tune -BEST SELECTIONS-」では、ヴォーカル・ラップを再収録している）。
Animelo Summer Live2007、2008にて演奏された。
2008年、桃井はるこが自身のアルバム「more&more quality RED 〜Anime song cover〜」にてこの曲をカバーした。アレンジにt-kimura、ラップにmotsuが参加している。
2019年3月1日には、ソニー・ミュージックエンタテインメントのアニメソング人気投票キャンペーン「平成アニソン大賞」において映画主題歌賞（2000年 - 2009年）に選出された。
YouTubeのavex公式チャンネルで配信されている公式PVは、2023年2月現在2000万回再生を超えている。
2023年2月13日には、アニメ版『頭文字D』でユーロビート挿入歌を多数提供したデイヴ・ロジャースとmotsuとのコラボレーションによるカバー版「Gamble Rumble feat.MOTSU」がYouTubeにて公開。こちらも公開から1週間で100万回再生を突破している。

## 収録曲
1. Gamble Rumble
  - 作詞：motsu、作曲・編曲：t-kimura
  - 頭文字Dでの使用
    - 映画「頭文字D Third Stage」オープニングテーマ
    - ゲーム「頭文字D Arcade Stage Ver.2」、「頭文字D Special Stage」、「頭文字D ARCADE STAGE Ver.3」オープニングテーマ
    - アニメ「頭文字D Final Stage」エンディングテーマ（ACT.1～ACT.3）
    - ゲーム「頭文字D ARCADE STAGE Zero」レース中BGM
2. strike on
  - 作詞：motsu、作曲・編曲：t-kimura
  - 映画「頭文字D Third Stage」、「頭文字D Final Stage」劇中挿入歌
3. destiny
  - 作詞：motsu、作曲・編曲：t-kimura
4. Gamble Rumble(yin to deep mix:motsu)
  - 作詞：motsu、作曲：t-kimura、編曲:motsu・t-kimura
5. Gamble Rumble(TV MIX)
6. strike on(TV MIX)
7. destiny(TV MIX)

## カバー
- 桃井はるこ - 『more&more quality RED ～Anime song cover～』に収録。
- Merm4id -『D4DJ Groovy Mix カバートラックス vol.2』に収録。
- デイヴ・ロジャース - avex公式YouTubeチャンネル及び各種音楽配信サービスで公開。